# Одномандатные округа на выборах в Государственную думу
Государственная дума — нижняя палата Федерального собрания — парламента Российской Федерации — состоит из 450 депутатов. Половина из них (225) избирается по одномандатным округам.
Выборы депутатов от одномандатных округов проходили при избрании Государственной думы I—IV и VII—VIII созывов (1993, 1995, 1999, 2003, 2016, 2021). На выборах 2007 и 2011 годов голосование проводилось только по партийным спискам.

## Формирование округов
Для проведения выборов территория России делится на 225 избирательных округов, примерно равных по количеству избирателей. При этом каждый избирательный округ должен полностью находиться в пределах территории одного субъекта Федерации, и на каждый субъект Федерации должен приходиться хотя бы один округ. Иными словами, даже наименее населённые регионы представлены в Думе хотя бы одним депутатом. Федеральные территории имеют общий округ с соседним субъектом федерации.
Для нарезки округов сначала определяется норма представительства: общее количество зарегистрированных избирателей делится на 225. Каждый субъект Федерации, в котором зарегистрировано избирателей меньше, чем норма представительства, образует один округ. После этого остальным субъектам Федерации выделяется количество округов, соответствующее целому числу, образованному при делении числа избирателей на норму представительства. Оставшиеся округа распределяются по одному между субъектами Федерации, у которых соотношение числа избирателей к норме представительства имеет наибольшую дробную часть. (Метод Хэра).
Согласно закону о выборах Государственной думы 2014 года, схема одномандатных округов разрабатывается Центральной избирательной комиссией и утверждается федеральным законом на 10 лет. Такой закон (№ 300-ФЗ) был принят 3 ноября 2015 года. Предусмотренная им схема округов была применена на выборах 2016 года и 2021 годов.
25 апреля 2025 года ЦИК представила на рассмотрение Государственной думы новую схему одномандатных округов. Схема была утверждена федеральным законом № 107-ФЗ от 23 мая 2025 года. В отличие от предыдущей, она будет действовать только 5 лет, согласно новым поправкам в избирательное законодательство. В сравнении с предыдущей нарезкой, появилось 7 новых округов на аннексированных в 2022 году территориях, увеличилось на один количество округов в Москве, Московской области и Краснодарском крае, уменьшилось на один в Алтайском крае, Волгоградской, Воронежской и Ростовской областях, а также с двух до одного уменьшилось в Забайкальском крае, Ивановской области, Калужской, Смоленской, Тамбовской и Томской областях.

### Пример распределения округов по регионам: 2025 год
Схема избирательных округов, утверждённая в 2025 году, разработана на основе общей численности избирателей в 111 562 942 человек. При делении этого числа на 225 (количество округов и мандатов) была получена норма представительства, равная 495 835,297. После этого число избирателей в каждом регионе (ЧИ) было разделено на норму представительства (НП).
Те регионы, у которых получившееся частное меньше 1 (то есть в которых ЧИ меньше НП), получили по одному избирательному округу. Таких регионов оказалось 18 (Адыгея, Республика Алтай, Ингушетия, Калмыкия, Карачаево-Черкесия, Тыва, Хакасия, Камчатский край, Запорожская область, Магаданская область, Новгородская, Сахалинская область, Херсонская область, Севастополь, Еврейская АО, Ненецкий, Чукотский и Ямало-Ненецкий АО).
Остальным регионам в предварительном порядке было выделено количество избирательных округов, соответствующее целой части числа, получившегося при делении ЧИ на НП. Например, Карелия с результатом ЧИ ÷ НП = 1,002 и Чувашия с результатом 1,831 получили по 1 округу, хотя численность избирателей в Чувашии (908 тысяч) почти вдвое больше, чем в Карелии (497 тысяч).
После этих действий оказалось распределено 197 округов. Оставшиеся 28 округов были переданы по одному тем регионам, у которых остаток от деления ЧИ÷НП был наибольшим (за исключением тех регионов, где ЧИ÷НП менее единицы): Башкортостан (0,997), Ярославская (0,991), Нижегородская (0,982) области, Республика Крым (0,969), Пермский край (0,971), Омская область (0,936), Краснодарский край (0,919), Хабаровский край (0,906), Брянская область (0,898), Республика Татарстан (0,897), Ленинградская (0,893), Ульяновская (0,893) области, Приморский край (0,837), Самарская область (0,832), Республика Чувашия (0,831), Ставропольский край (0,831), Кемеровская (0,810), Вологодская (0,805) области, Санкт-Петербург (0,801), Липецкая (0,796), Рязанская (0,760), Курская (0,759) области, Москва (0,727), Свердловская (0,714), Саратовская (0,701), Архангельская (0,700), Калининградская (0,700), Иркутская (0,679) области.
| Распределение избирательных округов между субъектами Российской Федерации | Распределение избирательных округов между субъектами Российской Федерации | Распределение избирательных округов между субъектами Российской Федерации | Распределение избирательных округов между субъектами Российской Федерации | Распределение избирательных округов между субъектами Российской Федерации | Распределение избирательных округов между субъектами Российской Федерации | Распределение избирательных округов между субъектами Российской Федерации |
| Регион                                                                    | Число избирателей (ЧИ)                                                    | ЧИ ÷ НП                                                                   | Предварительное число округов                                             | Остаток от деления ЧИ ÷ НП                                                | Дополнительное число округов                                              | Окончательное число округов                                               |
| ------------------------------------------------------------------------- | ------------------------------------------------------------------------- | ------------------------------------------------------------------------- | ------------------------------------------------------------------------- | ------------------------------------------------------------------------- | ------------------------------------------------------------------------- | ------------------------------------------------------------------------- |
| Адыгея                                                                    | 340 335                                                                   | 0,686                                                                     | 1                                                                         | 0                                                                         | 0                                                                         | 1                                                                         |
| Республика Алтай                                                          | 163 721                                                                   | 0,330                                                                     | 1                                                                         | 0                                                                         | 0                                                                         | 1                                                                         |
| Башкортостан                                                              | 2 973 682                                                                 | 5,997                                                                     | 5                                                                         | 0,997                                                                     | 1                                                                         | 6                                                                         |
| Бурятия                                                                   | 688 141                                                                   | 1,387                                                                     | 1                                                                         | 0,387                                                                     | 0                                                                         | 1                                                                         |
| Дагестан                                                                  | 1 725 488                                                                 | 3,479                                                                     | 3                                                                         | 0,479                                                                     | 0                                                                         | 3                                                                         |
| Донецкая Народная Республика                                              | 1 649 981                                                                 | 3,327                                                                     | 3                                                                         | 0,327                                                                     | 0                                                                         | 3                                                                         |
| Ингушетия                                                                 | 249 782                                                                   | 0,503                                                                     | 1                                                                         | 0                                                                         | 0                                                                         | 1                                                                         |
| Кабардино-Балкария                                                        | 545 569                                                                   | 1,100                                                                     | 1                                                                         | 0,100                                                                     | 0                                                                         | 1                                                                         |
| Калмыкия                                                                  | 204 154                                                                   | 0,411                                                                     | 1                                                                         | 0                                                                         | 0                                                                         | 1                                                                         |
| Карачаево-Черкесия                                                        | 298 466                                                                   | 0,601                                                                     | 1                                                                         | 0                                                                         | 0                                                                         | 1                                                                         |
| Карелия                                                                   | 497 096                                                                   | 1,002                                                                     | 1                                                                         | 0,002                                                                     | 0                                                                         | 1                                                                         |
| Республика Коми                                                           | 623 521                                                                   | 1,257                                                                     | 1                                                                         | 0,257                                                                     | 0                                                                         | 1                                                                         |
| Республика Крым                                                           | 1 473 780                                                                 | 2,972                                                                     | 2                                                                         | 0,972                                                                     | 1                                                                         | 3                                                                         |
| Луганская Народная Республика                                             | 1 240 113                                                                 | 2,501                                                                     | 2                                                                         | 0,501                                                                     | 0                                                                         | 2                                                                         |
| Марий Эл                                                                  | 524 344                                                                   | 1,057                                                                     | 1                                                                         | 0,057                                                                     | 0                                                                         | 1                                                                         |
| Мордовия                                                                  | 571 312                                                                   | 1,152                                                                     | 1                                                                         | 0,152                                                                     | 0                                                                         | 1                                                                         |
| Саха (Якутия)                                                             | 641 487                                                                   | 1,293                                                                     | 1                                                                         | 0,293                                                                     | 0                                                                         | 1                                                                         |
| Северная Осетия                                                           | 513 938                                                                   | 1,036                                                                     | 1                                                                         | 0,036                                                                     | 0                                                                         | 1                                                                         |
| Татарстан                                                                 | 2 924 287                                                                 | 5,897                                                                     | 5                                                                         | 0,897                                                                     | 1                                                                         | 6                                                                         |
| Тыва                                                                      | 207 746                                                                   | 0,418                                                                     | 1                                                                         | 0                                                                         | 0                                                                         | 1                                                                         |
| Удмуртия                                                                  | 1 165 319                                                                 | 2,350                                                                     | 2                                                                         | 0,350                                                                     | 0                                                                         | 2                                                                         |
| Хакасия                                                                   | 395 029                                                                   | 0,796                                                                     | 1                                                                         | 0                                                                         | 0                                                                         | 1                                                                         |
| Чечня                                                                     | 832 639                                                                   | 1,679                                                                     | 1                                                                         | 0,679                                                                     | 0                                                                         | 1                                                                         |
| Чувашия                                                                   | 908 307                                                                   | 1,831                                                                     | 1                                                                         | 0,831                                                                     | 1                                                                         | 2                                                                         |
| Алтайский край                                                            | 1 743 948                                                                 | 3,517                                                                     | 3                                                                         | 0,517                                                                     | 0                                                                         | 3                                                                         |
| Забайкальский край                                                        | 754 427                                                                   | 1,521                                                                     | 1                                                                         | 0,521                                                                     | 0                                                                         | 1                                                                         |
| Камчатский край                                                           | 225 630                                                                   | 0,455                                                                     | 1                                                                         | 0                                                                         | 0                                                                         | 1                                                                         |
| Краснодарский край                                                        | 4 422 397                                                                 | 8,919                                                                     | 8                                                                         | 0,919                                                                     | 1                                                                         | 9                                                                         |
| Красноярский край                                                         | 2 029 850                                                                 | 4,093                                                                     | 4                                                                         | 0,093                                                                     | 0                                                                         | 4                                                                         |
| Пермский край                                                             | 1 969 056                                                                 | 3,971                                                                     | 3                                                                         | 0,971                                                                     | 1                                                                         | 4                                                                         |
| Приморский край                                                           | 1 406 876                                                                 | 2,837                                                                     | 2                                                                         | 0,837                                                                     | 1                                                                         | 3                                                                         |
| Ставропольский край                                                       | 1 899 608                                                                 | 3,831                                                                     | 3                                                                         | 0,831                                                                     | 1                                                                         | 4                                                                         |
| Хабаровский край                                                          | 945 143                                                                   | 1,906                                                                     | 1                                                                         | 0,906                                                                     | 1                                                                         | 2                                                                         |
| Амурская область                                                          | 584 961                                                                   | 1,179                                                                     | 1                                                                         | 0,179                                                                     | 0                                                                         | 1                                                                         |
| Архангельская область                                                     | 842 975                                                                   | 1,700                                                                     | 1                                                                         | 0,700                                                                     | 1                                                                         | 2                                                                         |
| Астраханская область                                                      | 709 392                                                                   | 1,430                                                                     | 1                                                                         | 0,430                                                                     | 0                                                                         | 1                                                                         |
| Белгородская область                                                      | 1 205 428                                                                 | 2,431                                                                     | 2                                                                         | 0,431                                                                     | 0                                                                         | 2                                                                         |
| Брянская область                                                          | 941 370                                                                   | 1,898                                                                     | 1                                                                         | 0,898                                                                     | 1                                                                         | 2                                                                         |
| Владимирская область                                                      | 1 074 551                                                                 | 2,167                                                                     | 2                                                                         | 0,167                                                                     | 0                                                                         | 2                                                                         |
| Волгоградская область                                                     | 1 771 224                                                                 | 3,572                                                                     | 3                                                                         | 0,572                                                                     | 0                                                                         | 3                                                                         |
| Вологодская область                                                       | 895 077                                                                   | 1,805                                                                     | 1                                                                         | 0,805                                                                     | 1                                                                         | 2                                                                         |
| Воронежская область                                                       | 1 803 665                                                                 | 3,637                                                                     | 3                                                                         | 0,637                                                                     | 0                                                                         | 3                                                                         |
| Запорожская область                                                       | 446 114                                                                   | 0,899                                                                     | 1                                                                         | 0                                                                         | 0                                                                         | 1                                                                         |
| Ивановская область                                                        | 757 581                                                                   | 1,527                                                                     | 1                                                                         | 0,527                                                                     | 0                                                                         | 1                                                                         |
| Иркутская область                                                         | 1 824 545                                                                 | 3,679                                                                     | 3                                                                         | 0,679                                                                     | 1                                                                         | 4                                                                         |
| Калининградская область                                                   | 843 145                                                                   | 1,700                                                                     | 1                                                                         | 0,700                                                                     | 1                                                                         | 2                                                                         |
| Калужская область                                                         | 798 108                                                                   | 1,609                                                                     | 1                                                                         | 0,609                                                                     | 0                                                                         | 1                                                                         |
| Кемеровская область                                                       | 1 889 582                                                                 | 3,810                                                                     | 3                                                                         | 0,810                                                                     | 1                                                                         | 4                                                                         |
| Кировская область                                                         | 997 534                                                                   | 2,011                                                                     | 2                                                                         | 0,011                                                                     | 0                                                                         | 2                                                                         |
| Костромская область                                                       | 498 001                                                                   | 1,004                                                                     | 1                                                                         | 0,004                                                                     | 0                                                                         | 1                                                                         |
| Курганская область                                                        | 647 236                                                                   | 1,305                                                                     | 1                                                                         | 0,305                                                                     | 0                                                                         | 1                                                                         |
| Курская область                                                           | 872 481                                                                   | 1,759                                                                     | 1                                                                         | 0,759                                                                     | 1                                                                         | 2                                                                         |
| Ленинградская область                                                     | 1 434 622                                                                 | 2,893                                                                     | 2                                                                         | 0,893                                                                     | 1                                                                         | 3                                                                         |
| Липецкая область                                                          | 890 728                                                                   | 1,796                                                                     | 1                                                                         | 0,796                                                                     | 1                                                                         | 2                                                                         |
| Магаданская область                                                       | 96 892                                                                    | 0,195                                                                     | 1                                                                         | 0                                                                         | 0                                                                         | 1                                                                         |
| Московская область                                                        | 6 138 742                                                                 | 12,380                                                                    | 12                                                                        | 0,380                                                                     | 0                                                                         | 12                                                                        |
| Мурманская область                                                        | 542 247                                                                   | 1,093                                                                     | 1                                                                         | 0,093                                                                     | 0                                                                         | 1                                                                         |
| Нижегородская область                                                     | 2 470 348                                                                 | 4,982                                                                     | 4                                                                         | 0,982                                                                     | 1                                                                         | 5                                                                         |
| Новгородская область                                                      | 469 723                                                                   | 0,947                                                                     | 1                                                                         | 0                                                                         | 0                                                                         | 1                                                                         |
| Новосибирская область                                                     | 2 180 285                                                                 | 4,397                                                                     | 4                                                                         | 0,397                                                                     | 0                                                                         | 4                                                                         |
| Омская область                                                            | 1 456 145                                                                 | 2,936                                                                     | 2                                                                         | 0,936                                                                     | 1                                                                         | 3                                                                         |
| Оренбургская область                                                      | 1 503 357                                                                 | 3,031                                                                     | 3                                                                         | 0,031                                                                     | 0                                                                         | 3                                                                         |
| Орловская область                                                         | 593 123                                                                   | 1,196                                                                     | 1                                                                         | 0,196                                                                     | 0                                                                         | 1                                                                         |
| Пензенская область                                                        | 1 002 399                                                                 | 2,021                                                                     | 2                                                                         | 0,021                                                                     | 0                                                                         | 2                                                                         |
| Псковская область                                                         | 498 891                                                                   | 1,006                                                                     | 1                                                                         | 0,006                                                                     | 0                                                                         | 1                                                                         |
| Ростовская область                                                        | 3 154 187                                                                 | 6,361                                                                     | 6                                                                         | 0,361                                                                     | 0                                                                         | 6                                                                         |
| Рязанская область                                                         | 872 826                                                                   | 1,760                                                                     | 1                                                                         | 0,760                                                                     | 1                                                                         | 2                                                                         |
| Самарская область                                                         | 2 396 219                                                                 | 4,832                                                                     | 4                                                                         | 0,832                                                                     | 1                                                                         | 5                                                                         |
| Саратовская область                                                       | 1 835 117                                                                 | 3,701                                                                     | 3                                                                         | 0,701                                                                     | 1                                                                         | 4                                                                         |
| Сахалинская область                                                       | 372 930                                                                   | 0,752                                                                     | 1                                                                         | 0                                                                         | 0                                                                         | 1                                                                         |
| Свердловская область                                                      | 3 329 064                                                                 | 6,714                                                                     | 6                                                                         | 0,714                                                                     | 1                                                                         | 7                                                                         |
| Смоленская область                                                        | 725 286                                                                   | 1,462                                                                     | 1                                                                         | 0,462                                                                     | 0                                                                         | 1                                                                         |
| Тамбовская область                                                        | 791 202                                                                   | 1,595                                                                     | 1                                                                         | 0,595                                                                     | 0                                                                         | 1                                                                         |
| Тверская область                                                          | 1 000 837                                                                 | 2,018                                                                     | 2                                                                         | 0,018                                                                     | 0                                                                         | 2                                                                         |
| Томская область                                                           | 748 764                                                                   | 1,510                                                                     | 1                                                                         | 0,510                                                                     | 0                                                                         | 1                                                                         |
| Тульская область                                                          | 1 129 989                                                                 | 2,278                                                                     | 2                                                                         | 0,278                                                                     | 0                                                                         | 2                                                                         |
| Тюменская область                                                         | 1 175 418                                                                 | 2,370                                                                     | 2                                                                         | 0,370                                                                     | 0                                                                         | 2                                                                         |
| Ульяновская область                                                       | 938 645                                                                   | 1,893                                                                     | 1                                                                         | 0,893                                                                     | 1                                                                         | 2                                                                         |
| Херсонская область                                                        | 381 319                                                                   | 0,769                                                                     | 1                                                                         | 0                                                                         | 0                                                                         | 1                                                                         |
| Челябинская область                                                       | 2 577 530                                                                 | 5,198                                                                     | 5                                                                         | 0,198                                                                     | 0                                                                         | 5                                                                         |
| Ярославская область                                                       | 987 623                                                                   | 1,991                                                                     | 1                                                                         | 0,991                                                                     | 1                                                                         | 2                                                                         |
| Москва                                                                    | 7 798 409                                                                 | 15,727                                                                    | 15                                                                        | 0,727                                                                     | 1                                                                         | 16                                                                        |
| Санкт-Петербург                                                           | 3 868 155                                                                 | 7,801                                                                     | 7                                                                         | 0,801                                                                     | 1                                                                         | 8                                                                         |
| Севастополь                                                               | 340 171                                                                   | 0,686                                                                     | 1                                                                         | 0                                                                         | 0                                                                         | 1                                                                         |
| Еврейская автономная область                                              | 118 132                                                                   | 0,238                                                                     | 1                                                                         | 0                                                                         | 0                                                                         | 1                                                                         |
| Ненецкий автономный округ                                                 | 33 992                                                                    | 0,068                                                                     | 1                                                                         | 0                                                                         | 0                                                                         | 1                                                                         |
| Ханты-Мансийский автономный округ                                         | 1 166 313                                                                 | 2,352                                                                     | 2                                                                         | 0,352                                                                     | 0                                                                         | 2                                                                         |
| Чукотский автономный округ                                                | 32 801                                                                    | 0,066                                                                     | 1                                                                         | 0                                                                         | 0                                                                         | 1                                                                         |
| Ямало-Ненецкий автономный округ                                           | 352 369                                                                   | 0,710                                                                     | 1                                                                         | 0                                                                         | 0                                                                         | 1                                                                         |
| Всего                                                                     | 111 562 942                                                               | 225                                                                       | 197                                                                       |                                                                           | 28                                                                        | 225                                                                       |

### История распределения округов по регионам
| Регион                                         | Количество округов | Количество округов | Количество округов | Количество округов | Количество округов |
| Регион                                         | 1993               | 1995 1999          | 2003               | 2016 2021          | 2026               |
| ---------------------------------------------- | ------------------ | ------------------ | ------------------ | ------------------ | ------------------ |
| Республика Адыгея                              | 1                  | 1                  | 1                  | 1                  | 1                  |
| Республика Алтай                               | 1                  | 1                  | 1                  | 1                  | 1                  |
| Республика Башкортостан                        | 6                  | 6                  | 6                  | 6                  | 6                  |
| Республика Бурятия                             | 1                  | 1                  | 1                  | 1                  | 1                  |
| Республика Дагестан                            | 2                  | 2                  | 3                  | 3                  | 3                  |
| Донецкая Народная Республика                   |                    |                    |                    |                    | 3                  |
| Республика Ингушетия                           | 1                  | 1                  | 1                  | 1                  | 1                  |
| Кабардино-Балкария                             | 1                  | 1                  | 1                  | 1                  | 1                  |
| Республика Калмыкия                            | 1                  | 1                  | 1                  | 1                  | 1                  |
| Карачаево-Черкесия                             | 1                  | 1                  | 1                  | 1                  | 1                  |
| Республика Карелия                             | 1                  | 1                  | 1                  | 1                  | 1                  |
| Республика Коми                                | 2                  | 1                  | 1                  | 1                  | 1                  |
| Республика Крым                                |                    |                    |                    | 3                  | 3                  |
| Луганская Народная Республика                  |                    |                    |                    |                    | 2                  |
| Республика Марий Эл                            | 1                  | 1                  | 1                  | 1                  | 1                  |
| Республика Мордовия                            | 1                  | 1                  | 1                  | 1                  | 1                  |
| Республика Саха (Якутия)                       | 1                  | 1                  | 1                  | 1                  | 1                  |
| Северная Осетия — Алания                       | 1                  | 1                  | 1                  | 1                  | 1                  |
| Республика Татарстан                           | 5                  | 5                  | 5                  | 6                  | 6                  |
| Республика Тыва                                | 1                  | 1                  | 1                  | 1                  | 1                  |
| Удмуртская Республика                          | 2                  | 2                  | 2                  | 2                  | 2                  |
| Республика Хакасия                             | 1                  | 1                  | 1                  | 1                  | 1                  |
| Чеченская Республика                           | -                  | 1                  | 1                  | 1                  | 1                  |
| Чувашская Республика — Чувашия                 | 2                  | 2                  | 2                  | 2                  | 2                  |
| Алтайский край                                 | 4                  | 4                  | 4                  | 4                  | 3                  |
| Забайкальский край (ранее — Читинская область) | 2                  | 2                  | 2                  | 2                  | 1                  |
| Камчатский край (ранее — Камчатская область)   | 1                  | 1                  | 1                  | 1                  | 1                  |
| Краснодарский край + ФТС                       | 7                  | 7                  | 8                  | 8                  | 9                  |
| Красноярский край                              | 4                  | 4                  | 4                  | 4                  | 4                  |
| Пермский край (ранее — Пермская область)       | 4                  | 4                  | 4                  | 4                  | 4                  |
| Приморский край                                | 3                  | 3                  | 3                  | 3                  | 3                  |
| Ставропольский край                            | 4                  | 4                  | 4                  | 4                  | 4                  |
| Хабаровский край                               | 2                  | 2                  | 2                  | 2                  | 2                  |
| Амурская область                               | 1                  | 1                  | 1                  | 1                  | 1                  |
| Архангельская область                          | 2                  | 2                  | 2                  | 2                  | 2                  |
| Астраханская область                           | 1                  | 1                  | 1                  | 1                  | 1                  |
| Белгородская область                           | 2                  | 2                  | 2                  | 2                  | 2                  |
| Брянская область                               | 2                  | 2                  | 2                  | 2                  | 2                  |
| Владимирская область                           | 2                  | 2                  | 2                  | 2                  | 2                  |
| Волгоградская область                          | 4                  | 4                  | 4                  | 4                  | 3                  |
| Вологодская область                            | 2                  | 2                  | 2                  | 2                  | 2                  |
| Воронежская область                            | 4                  | 4                  | 4                  | 4                  | 3                  |
| Запорожская область                            |                    |                    |                    |                    | 1                  |
| Ивановская область                             | 2                  | 2                  | 2                  | 2                  | 1                  |
| Иркутская область                              | 4                  | 4                  | 3                  | 4                  | 4                  |
| Калининградская область                        | 1                  | 1                  | 1                  | 2                  | 2                  |
| Калужская область                              | 2                  | 2                  | 2                  | 2                  | 1                  |
| Кемеровская область — Кузбасс                  | 4                  | 4                  | 4                  | 4                  | 4                  |
| Кировская область                              | 2                  | 2                  | 2                  | 2                  | 2                  |
| Костромская область                            | 1                  | 1                  | 1                  | 1                  | 1                  |
| Курганская область                             | 2                  | 1                  | 1                  | 1                  | 1                  |
| Курская область                                | 2                  | 2                  | 2                  | 2                  | 2                  |
| Ленинградская область                          | 2                  | 3                  | 3                  | 3                  | 3                  |
| Липецкая область                               | 2                  | 2                  | 2                  | 2                  | 2                  |
| Магаданская область                            | 1                  | 1                  | 1                  | 1                  | 1                  |
| Московская область                             | 10                 | 11                 | 11                 | 11                 | 12                 |
| Мурманская область                             | 2                  | 2                  | 1                  | 1                  | 1                  |
| Нижегородская область                          | 6                  | 6                  | 6                  | 5                  | 5                  |
| Новгородская область                           | 1                  | 1                  | 1                  | 1                  | 1                  |
| Новосибирская область                          | 4                  | 4                  | 4                  | 4                  | 4                  |
| Омская область                                 | 3                  | 3                  | 3                  | 3                  | 3                  |
| Оренбургская область                           | 3                  | 3                  | 3                  | 3                  | 3                  |
| Орловская область                              | 1                  | 1                  | 1                  | 1                  | 1                  |
| Пензенская область                             | 2                  | 2                  | 2                  | 2                  | 2                  |
| Псковская область                              | 1                  | 1                  | 1                  | 1                  | 1                  |
| Ростовская область                             | 6                  | 7                  | 7                  | 7                  | 6                  |
| Рязанская область                              | 2                  | 2                  | 2                  | 2                  | 2                  |
| Самарская область                              | 5                  | 5                  | 5                  | 5                  | 5                  |
| Саратовская область                            | 4                  | 4                  | 4                  | 4                  | 4                  |
| Сахалинская область                            | 1                  | 1                  | 1                  | 1                  | 1                  |
| Свердловская область                           | 7                  | 7                  | 7                  | 7                  | 7                  |
| Смоленская область                             | 2                  | 2                  | 2                  | 2                  | 1                  |
| Тамбовская область                             | 2                  | 2                  | 2                  | 2                  | 1                  |
| Тверская область                               | 2                  | 2                  | 2                  | 2                  | 2                  |
| Томская область                                | 2                  | 1                  | 1                  | 2                  | 1                  |
| Тульская область                               | 3                  | 3                  | 3                  | 2                  | 2                  |
| Тюменская область                              | 2                  | 2                  | 2                  | 2                  | 2                  |
| Ульяновская область                            | 2                  | 2                  | 2                  | 2                  | 2                  |
| Херсонская область                             |                    |                    |                    |                    | 1                  |
| Челябинская область                            | 5                  | 5                  | 5                  | 5                  | 5                  |
| Ярославская область                            | 2                  | 2                  | 2                  | 2                  | 2                  |
| Москва                                         | 15                 | 15                 | 15                 | 15                 | 16                 |
| Санкт-Петербург                                | 8                  | 8                  | 8                  | 8                  | 8                  |
| Севастополь                                    |                    |                    |                    | 1                  | 1                  |
| Еврейская автономная область                   | 1                  | 1                  | 1                  | 1                  | 1                  |
| Ненецкий автономный округ                      | 1                  | 1                  | 1                  | 1                  | 1                  |
| Ханты-Мансийский автономный округ — Югра       | 2                  | 2                  | 2                  | 2                  | 2                  |
| Чукотский автономный округ                     | 1                  | 1                  | 1                  | 1                  | 1                  |
| Ямало-Ненецкий автономный округ                | 1                  | 1                  | 1                  | 1                  | 1                  |
| Агинский Бурятский автономный округ            | 1                  | 1                  | 1                  |                    |                    |
| Коми-Пермяцкий автономный округ                | 1                  | 1                  | 1                  |                    |                    |
| Корякский автономный округ                     | 1                  | 1                  | 1                  |                    |                    |
| Таймырский (Долгано-Ненецкий) автономный округ | 1                  | 1                  | 1                  |                    |                    |
| Усть-Ордынский Бурятский автономный округ      | 1                  | 1                  | 1                  |                    |                    |
| Эвенкийский автономный округ                   | 1                  | 1                  | 1                  |                    |                    |

## Процедура выборов
Выборы по одномандатным округам проводятся в один тур. Депутатский мандат получает кандидат, набравший наибольшее количество голосов (относительное большинство). Требование получить более половины голосов не предусматривается. На выборах Думы I—IV созывов был установлен минимальный порог явки избирателей — 25 %, а также возможность голосования против всех кандидатов: для признания выборов в определённом округе действительными требовалось, чтобы в голосовании приняли участие не менее 25 % зарегистрированных избирателей, а количество голосов за кандидата, занявшего первое место, превышало бы количество голосов против всех кандидатов.
Кандидаты могут выдвигаться политическими партиями или в порядке самовыдвижения. Партии, имеющие право участвовать в данных выборах без сбора подписей, выдвигают кандидатов своим решением. Кандидаты от остальных партий и самовыдвиженцы должны собрать в свою поддержку подписи не менее 3 % избирателей, зарегистрированных в данном избирательном округе (или не менее 3 000 подписей, если в округе менее 100 000 избирателей).
Один и тот же кандидат может быть выдвинут как по партийному списку, так и по одномандатному округу. В случае его прохождения в Думу и по списку, и по округу ему придётся отказаться от одного из полученных мест. По сложившейся практике такой кандидат всегда отказывается от мандата, полученного по списку, и становится депутатом от округа. Мандат по списку передаётся следующему в партийном списке кандидату из числа не получивших мандаты. На выборах 2016 года в такой ситуации оказались 15 кандидатов (11 от «Единой России», по 2 от КПРФ и ЛДПР).
В случае досрочного прекращения депутатом-одномандатником исполнения своих обязанностей (смерть, добровольное сложение полномочий и т. д.) по его округу проводятся дополнительные выборы. Такие выборы организуются в Единый день голосования в соответствующем году, а если времени на проведение всех избирательных процедур не остаётся, то мандат остаётся вакантным до единого дня голосования следующего года. Например, в Думе VII созыва за пять лет прекратились полномочия депутатов от 21 округа. Из них в 16 округах были проведены дополнительные выборы, ещё в 5 округах вакансия возникла слишком поздно и будет заполнена при очередных выборах Думы VIII созыва. В одном округе (№ 165, Балашовский, Саратовская область) вакансия возникла в 2017 году, была заполнена на дополнительных выборах 2018 года, возникла снова в 2020 году и будет заполнена на очередных общих выборах.

## Схема округов на выборах 2016 и 2021 годов
Согласно закону 2015 года, из всех регионов наибольшее количество округов было сформировано в Москве (15), Московской области (11), в Санкт-Петербурге и Краснодарском крае (8). В 32 регионах было сформировано по одному избирательному округу.
В большинстве регионов округа были нарезаны по «лепестковому» принципу: административный центр региона делится между округами, в каждый из которых также входит обширная сельская территория. По мнению некоторых экспертов, такой подход является примером манипуляции в политических целях (джерримендеринга).
| Соотношение границ субъектов Федерации и одномандатных округов |  |
|                                                                |  |

|  |  |  |  |  |

| №   | Субъект федерации и название округа       | Территория округа | Схема округа | Победитель выборов 2021 года                     | Партия       |
| --- | ----------------------------------------- | --- | ------------ | ------------------------------------------------ | ------------ |
| 1   | Адыгея — Адыгейский                       | Вся территория республики |              | Владислав Резник                                 | с/в          |
| 2   | Республика Алтай — Алтайский              | Вся территория республики |              | Роман Птицын                                     | ЕР           |
| 3   | Башкортостан — Уфимский                   | Районы г. Уфы: Дёмский, Кировский, Советский. Районы: Благоварский, Буздякский, Давлекановский, Кармаскалинский, Уфимский (юго-западная часть), Чекмагушевский, Чишминский. |              | Павел Качкаев ― до 5 мая 2025 года; вакантно     | ЕР           |
| 4   | Башкортостан — Благовещенский             | Районы г. Уфы: Ленинский, Орджоникидзевский. Районы: Аскинский, Балтачевский, Белокатайский, Бирский, Благовещенский, Бураевский, Дуванский, Караидельский, Кигинский, Кушнаренковский, Мечетлинский, Мишкинский, Нуримановский, Салаватский, Татышлинский, Уфимский (северная часть). |              | Рафаэль Марданшин                                | ЕР           |
| 5   | Башкортостан — Белорецкий                 | Районы г. Уфы: Калининский, Октябрьский. Город Межгорье. Районы: Архангельский, Белорецкий, Иглинский, Уфимский (юго-восточная часть), Учалинский. |              | Эльвира Аиткулова                                | ЕР           |
| 6   | Башкортостан — Нефтекамский               | Города: Агидель, Нефтекамск, Октябрьский. Районы: Бакалинский, Дюртюлинский, Илишевский, Калтасинский, Краснокамский, Туймазинский, Шаранский, Янаульский. |              | Рифат Шайхутдинов                                | ГП           |
| 7   | Башкортостан — Салаватский                | Города: Кумертау, Салават, Сибай. Районы: Абзелиловский, Баймакский, Бурзянский, Зианчуринский, Зилаирский, Кугарчинский, Куюргазинский, Мелеузовский, Стерлибашевский, Фёдоровский, Хайбуллинский. |              | Зариф Байгускаров                                | ЕР           |
| 8   | Башкортостан — Стерлитамакский            | Районы: Альшеевский, Аургазинский, Белебеевский, Бижбулякский, Гафурийский, Ермекеевский, Ишимбайский, Миякинский, Стерлитамакский*. |              | Динар Гильмутдинов                               | ЕР           |
| 9   | Бурятия — Бурятский                       | Вся территория республики |              | Вячеслав Дамдинцурунов                           | ЕР           |
| 10  | Дагестан — Северный                       | Районы г. Махачкалы: Кировский, Советский. Районы: Бабаюртовский, Кизилюртовский*, Кизлярский*, Кумторкалинский, Ногайский (и город Южно-Сухокумск), Тарумовский, Хасавюртовский (но не г. Хасавюрт). |              | Абдулхаким Гаджиев                               | ЕР           |
| 11  | Дагестан — Центральный                    | Махачкала: Ленинский район. Города: Дагестанские Огни, Избербаш, Каспийск. Районы: Дербентский*, Кайтагский, Карабудахкентский, Каякентский, Магарамкентский, Сергокалинский, Сулейман-Стальский, Табасаранский, Хивский. |              | Мурад Гаджиев                                    | ЕР           |
| 12  | Дагестан — Южный                          | Город Хасавюрт (но не Хасавюртовский район). Районы: Агульский, Акушинский, Ахвахский, Ахтынский, Ботлихский, Буйнакский*, Гергебильский, Гумбетовский, Гунибский, Дахадаевский, Докузпаринский, Казбековский, Кулинский, Курахский, Лакский, Левашинский, Новолакский, Рутульский, Тляратинский, Унцукульский, Хунзахский, Цумадинский, Цунтинский (включая Бежтинский участок), Чародинский, Шамильский. |              | Джамаладин Гасанов                               | ЕР           |
| 13  | Ингушетия — Ингушский                     | Вся территория республики |              | Муслим Татриев                                   | ЕР           |
| 14  | Кабардино-Балкария — Кабардино-Балкарский | Вся территория республики |              | Адальби Шхагошев                                 | ЕР           |
| 15  | Калмыкия — Калмыцкий                      | Вся территория республики |              | Бадма Башанкаев                                  | ЕР           |
| 16  | Карачаево-Черкесия — Карачаево-Черкесский | Вся территория республики |              | Джашарбек Узденов Солтан Узденов (с 2023)        | ЕР           |
| 17  | Республика Карелия — Карельский           | Вся территория республики |              | Валентина Пивненко                               | ЕР           |
| 18  | Республика Коми — Сыктывкарский           | Вся территория республики |              | Олег Михайлов                                    | КПРФ         |
| 19  | Республика Крым — Симферопольский         | Симферополь: Центральный район Городские округа: Алушта, Судак, Феодосия, Ялта. Районы: Бахчисарайский, Белогорский, Симферопольский (южная часть). |              | Алексей Черняк Юрий Нестеренко (с 2023)          | ЕР           |
| 20  | Республика Крым — Керченский              | Симферополь: Киевский район. Городской округ Керчь. Районы: Кировский, Красногвардейский, Ленинский, Нижнегорский, Симферопольский (северо-восточная часть), Советский. |              | Константин Бахарев                               | ЕР           |
| 21  | Республика Крым — Евпаторийский           | Симферополь: Железнодорожный район. Городские округа: Армянск, Евпатория. Районы: Джанкойский*, Красноперекопский*, Первомайский, Раздольненский, Сакский*, Симферопольский (северо-западная часть), Черноморский. |              | Леонид Бабашов                                   | с/в          |
| 22  | Марий Эл — Марийский                      | Вся территория республики |              | Сергей Казанков                                  | КПРФ         |
| 23  | Мордовия — Мордовский                     | Вся территория республики |              | Юлия Оглоблина                                   | ЕР           |
| 24  | Якутия — Якутский                         | Вся территория республики |              | Пётр Аммосов                                     | КПРФ         |
| 25  | Северная Осетия — Северо-Осетинский       | Вся территория республики |              | Артур Таймазов                                   | ЕР           |
| 26  | Татарстан — Приволжский                   | Районы г. Казани: Вахитовский, Приволжский. Районы: Балтасинский, Елабужский, Кукморский, Лаишевский, Мамадышский, Рыбно-Слободский, Сабинский. |              | Илья Вольфсон                                    | ЕР           |
| 27  | Татарстан — Московский                    | Районы г. Казани: Кировский, Московский. Районы: Апастовский, Арский, Атнинский, Буинский, Верхнеуслонский, Высокогорский, Дрожжановский, Зеленодольский, Кайбицкий, Камско-Устьинский, Тетюшский. |              | Ильдар Гильмутдинов                              | ЕР           |
| 28  | Татарстан — Нижнекамский                  | Районы: Аксубаевский, Алексеевский, Алькеевский, Заинский, Нижнекамский, Новошешминский, Нурлатский, Спасский, Черемшанский, Чистопольский. |              | Олег Морозов                                     | ЕР           |
| 29  | Татарстан — Набережно-Челнинский          | Город Набережные Челны. Районы: Агрызский, Актанышский, Менделеевский, Мензелинский, Тукаевский. |              | Альфия Когогина                                  | ЕР           |
| 30  | Татарстан — Альметьевский                 | Районы: Азнакаевский, Альметьевский, Бавлинский, Бугульминский, Лениногорский, Муслюмовский, Сармановский, Ютазинский. |              | Азат Ягафаров                                    | ЕР           |
| 31  | Татарстан — Центральный                   | Районы г. Казани: Авиастроительный, Ново-Савиновский, Советский. Районы: Пестречинский, Тюлячинский. |              | Марат Нуриев                                     | ЕР           |
| 32  | Тыва — Тывинский                          | Вся территория республики |              | Айдын Сарыглар                                   | ЕР           |
| 33  | Удмуртия — Удмуртский                     | Районы г.Ижевска: Индустриальный, Устиновский. Районы: Балезинский, Воткинский*, Глазовский*, Дебесский, Завьяловский (восточная часть), Игринский, Кезский, Красногорский, Селтинский, Шарканский, Юкаменский, Якшур-Бодьинский, Ярский. |              | Андрей Исаев                                     | ЕР           |
| 34  | Удмуртия — Ижевский                       | Районы г.Ижевска: Ленинский, Октябрьский, Первомайский. Районы: Алнашский, Вавожский, Граховский, Завьяловский (западная часть), Камбарский, Каракулинский, Кизнерский, Киясовский, Малопургинский, Можгинский*, Сарапульский*, Сюмсинский, Увинский. |              | Олег Гарин                                       | ЕР           |
| 35  | Хакасия — Хакасский                       | Вся территория республики |              | Сергей Сокол Николай Шульгинов (с 2024)          | ЕР с/в       |
| 36  | Чечня — Чеченский                         | Вся территория республики |              | Адам Делимханов                                  | ЕР           |
| 37  | Чувашия — Канашский                       | Город Чебоксары: Калининский район. Город Новочебоксарск. Районы: Батыревский, Канашский*, Козловский, Комсомольский, Красноармейский, Мариинско-Посадский, Урмарский, Цивильский, Чебоксарский (юго-восточная часть), Шемуршинский, Яльчикский, Янтиковский. |              | Анатолий Аксаков                                 | СРЗП         |
| 38  | Чувашия — Чебоксарский                    | Районы г.Чебоксары: Ленинский, Московский. Районы: Алатырский*, Аликовский, Вурнарский, Ибресинский, Красночетайский, Моргаушский, Порецкий, Чебоксарский (западная и северная часть), Шумерлинский*, Ядринский. |              | Алла Салаева                                     | ЕР           |
| 39  | Алтайский край — Барнаульский             | Районы г.Барнаула: Железнодорожный, Центральный. Город Белокуриха. Районы: Алтайский, Бийский (но не город Бийск), Быстроистокский, Змеиногорский, Калманский, Красногорский, Краснощековский, Курьинский, Локтевский, Петропавловский, Смоленский, Советский, Солонешенский, Солтонский, Топчихинский, Третьяковский, Усть-Калманский, Усть-Пристанский, Чарышский.                                       |              | Даниил Бессарабов                                | ЕР           |
| 40  | Алтайский край — Рубцовский               | Барнаул: Индустриальный район. Районы: Алейский*, Волчихинский, Егорьевский, Мамонтовский, Новичихинский, Павловский, Поспелихинский, Ребрихинский, Романовский, Рубцовский*, Угловский, Шипуновский. |              | Мария Прусакова                                  | КПРФ         |
| 41  | Алтайский край — Бийский                  | Барнаул: Октябрьский район. Города: Бийск (но не Бийский район), Новоалтайск; поселок Сибирский. Районы: Ельцовский, Залесовский, Заринский*, Зональный, Косихинский, Кытмановский, Первомайский, Тогульский, Троицкий, Целинный. |              | Александр Прокопьев вакантно (с 2024)            | ЕР           |
| 42  | Алтайский край — Славгородский            | Барнаул: Ленинский район. Город Яровое. Районы: Баевский, Благовещенский, Бурлинский, Завьяловский, Каменский, Ключевский, Крутихинский, Кулундинский, Михайловский, Немецкий национальный, Панкрушихинский, Родинский, Славгородский (городской округ), Суетский, Табунский, Тальменский, Тюменцевский, Хабарский, Шелаболихинский.                                                                       |              | Иван Лоор                                        | ЕР           |
| 43  | Забайкальский край — Читинский            | Районы г. Читы: Ингодинский, Центральный. Районы: Александрово-Заводский, Балейский, Газимуро-Заводский, Каларский, Калганский, Карымский, Могочинский, Нерчинский, Нерчинско-Заводский, Приаргунский, Сретенский, Тунгиро-Олекминский, Тунгокоченский, Чернышевский, Читинский (восточная часть), Шелопугинский, Шилкинский.                                                                              |              | Александр Скачков                                | ЕР           |
| 44  | Забайкальский край — Даурский             | Районы г. Читы: Железнодорожный, Черновский. Поселок Горный. Районы: Агинский*, Акшинский, Борзинский, Дульдургинский, Забайкальский, Краснокаменский, Красночикойский, Кыринский, Могойтуйский, Оловяннинский, Ононский, Петровск-Забайкальский*, Улетовский, Хилокский, Читинский (западная и южная части).                                                                                              |              | Юрий Григорьев                                   | СРЗП         |
| 45  | Камчатский край — Камчатский              | Вся территория края |              | Ирина Яровая                                     | ЕР           |
| 46  | Краснодарский край — Краснодарский        | Округа городского округа Краснодар: Западный, Карасунский, Пашковский, Старокорсунский, Центральный. Восточная часть Динского района. |              | Евгений Первышов вакантно (с 2024)               | ЕР           |
| 47  | Краснодарский край — Красноармейский      | Округа городского округа Краснодар: Прикубанский, Березовский, Елизаветинский, Калининский. Районы: Динской (западная часть), Калининский, Красноармейский, Тимашёвский. |              | Дмитрий Ламейкин                                 | ЕР           |
| 48  | Краснодарский край — Славянский           | Районы: Абинский, Анапский (городской округ), Крымский, Славянский, Темрюкский. |              | Иван Демченко                                    | ЕР           |
| 49  | Краснодарский край — Туапсинский          | Городские округа: Геленджик, Горячий Ключ, Новороссийск. Районы: Северский, Туапсинский. |              | Сергей Алтухов                                   | ЕР           |
| 50  | Краснодарский край — Сочинский            | Городской округ Сочи. Районы: Апшеронский, Белореченский. ФТ . |              | Константин Затулин                               | ЕР           |
| 51  | Краснодарский край — Тихорецкий           | Районы: Белоглинский, Выселковский, Кавказский, Кореновский, Новопокровский, Тбилисский, Тихорецкий, Усть-Лабинский. |              | Алексей Езубов                                   | ЕР           |
| 52  | Краснодарский край — Армавирский          | Город Армавир. Районы: Гулькевичский, Курганинский, Лабинский, Мостовский, Новокубанский, Отрадненский, Успенский. |              | Андрей Дорошенко                                 | ЕР           |
| 53  | Краснодарский край — Каневской            | Районы: Брюховецкий, Ейский, Каневской, Крыловский, Кущевский, Ленинградский, Павловский, Приморско-Ахтарский, Староминский, Щербиновский. |              | Дмитрий Лоцманов                                 | ЕР           |
| 54  | Красноярский край — Красноярский          | Районы г.Красноярска: Кировский, Ленинский, Свердловский. Города: Бородино, Зеленогорск. Районы: Берёзовский (южная и западная части), Ирбейский, Канский*, Манский, Партизанский, Рыбинский, Саянский, Уярский. |              | Юрий Швыткин                                     | ЕР           |
| 55  | Красноярский край — Центральный           | Районы г.Красноярска: Советский, Центральный. Города: Железногорск, Сосновоборск. Районы: Ачинский*, Берёзовский (восточная часть), Емельяновский (кроме юго-западной части), Козульский. |              | Александр Дроздов                                | ЕР           |
| 56  | Красноярский край — Дивногорский          | Районы г.Красноярска: Железнодорожный, Октябрьский. Город: Минусинск, Сосновоборск. Поселок поселок Солнечный. Районы: Балахтинский, Емельяновский (юго-западная часть), Ермаковский, Идринский, Каратузский, Краснотуранский, Курагинский, Минусинский*, Назаровский*, Новоселовский, Ужурский, Шарыповский*, Шушенский.                                                                                  |              | Виктор Зубарев Сергей Ерёмин (c 2023)            | ЕР           |
| 57  | Красноярский край — Енисейский            | Города: Лесосибирск, Норильск. Районы: Абанский, Бирилюсский, Боготольский*, Богучанский, Большемуртинский, Большеулуйский, Дзержинский, Енисейский*, Иланский, Казачинский, Кежемский, Мотыгинский, Нижнеингашский, Пировский, Северо-Енисейский, Сухобузимский, Таймырский Долгано-Ненецкий, Тасеевский, Туруханский, Тюхтетский, Эвенкийский.                                                           |              | Алексей Веллер                                   | ЕР           |
| 58  | Пермский край — Пермский                  | Районы г. Перми: Дзержинский, Кировский, Ленинский. Поселок Звёздный. Районы: Бардымский, Большесосновский, Еловский, Куединский, Осинский, Оханский, Очерский, Пермский (западная часть), Чайковский (г.о.), Частинский. |              | Игорь Шубин                                      | ЕР           |
| 59  | Пермский край — Чусовской                 | Районы г. Перми: Мотовилихинский, Орджоникидзевский. Районы: Александровский (м.о.), Березовский, Горнозаводский, Гремячинский (г.о.), Губахинский (г.о.), Добрянский (г.о.), Кизеловский (г.о.), Лысьвенский (г.о.), Пермский (крайняя северо-восточная часть), Чусовской (г.о.). |              | Роман Водянов                                    | ЕР           |
| 60  | Пермский край — Кунгурский                | Районы г. Перми: Индустриальный, Свердловский. Районы: Кишертский, Кунгурский*, Октябрьский, Ординский, Пермский (восточная часть), Суксунский, Уинский, Чернушинский. |              | Дмитрий Скриванов                                | ЕР           |
| 61  | Пермский край — Кудымкарский              | Город Березники. Районы: Верещагинский, Гайнский, Ильинский, Карагайский, Косинский, Кочевский, Красновишерский, Краснокамский (г.о.), Кудымкарский*, Нытвенский, Сивинский, Соликамский*, Усольский, Чердынский, Юрлинский, Юсьвинский. |              | Ирина Ивенских                                   | ЕР           |
| 62  | Приморский край — Владивостокский         | Районы г.Владивостока: Ленинский, Первомайский, Фрунзенский. Районы: Надеждинский, Октябрьский, Пограничный, Уссурийский (г.о.), Ханкайский, Хасанский. |              | Александр Щербаков                               | ЕР           |
| 63  | Приморский край — Артёмовский             | Районы г.Владивостока: Первореченский, Советский. Города: Артём, Большой Камень, Спасск-Дальний, Фокино. Районы: Михайловский, Спасский, Хорольский, Черниговский, Шкотовский. |              | Владимир Новиков                                 | ЕР           |
| 64  | Приморский край — Арсеньевский            | Города: Арсеньев, Находка. Районы: Анучинский, Дальнегорский (г.о.), Дальнереченский*, Кавалеровский, Кировский, Красноармейский, Лазовский, Лесозаводский (г.о.), Ольгинский, Партизанский*, Пожарский, Тернейский, Чугуевский, Яковлевский. |              | Виктория Николаева                               | ЕР           |
| 65  | Ставропольский край — Ставропольский      | Районы г. Ставрополя: Ленинский, Октябрьский. Районы: Александровский, Благодарненский, Грачёвский, Ипатовский, Красногвардейский, Новоселицкий, Петровский, Труновский, Шпаковский (северо-восточная часть). |              | Михаил Кузьмин                                   | ЕР           |
| 66  | Ставропольский край — Невинномысский      | Ставрополь: Промышленный район. Город Невинномысск. Районы: Андроповский, Изобильненский, Кочубеевский, Новоалександровский, Шпаковский (кроме северо-восточной части). |              | Ольга Тимофеева                                  | ЕР           |
| 67  | Ставропольский край — Кавминводский       | Города: Ессентуки, Железноводск, Кисловодск, Лермонтов, Пятигорск. Минераловодский городской округ. Предгорный район. |              | Ольга Казакова                                   | ЕР           |
| 68  | Ставропольский край — Георгиевский        | Районы: Апанасенковский, Арзгирский, Будённовский, Георгиевский*, Кировский, Курский, Левокумский, Нефтекумский, Советский, Степновский, Туркменский. |              | Елена Бондаренко                                 | ЕР           |
| 69  | Хабаровский край — Хабаровский            | Районы г.Хабаровска: Индустриальный, Кировский, Центральный. Районы: Бикинский, Ванинский, Вяземский, Комсомольский (но не город Комсомольск-на-Амуре), имени Лазо, Нанайский, Николаевский, Советско-Гаванский, Ульчский, Хабаровский (крайняя южная часть); Хабаровск-47. |              | Борис Гладких                                    | ЕР           |
| 70  | Хабаровский край — Комсомольский          | Районы г.Хабаровска: Железнодорожный, Краснофлотский. Город Комсомольск-на-Амуре (но не Комсомольский район). Районы: Амурский, Аяно-Майский, Верхнебуреинский, Охотский, имени Полины Осипенко, Солнечный, Тугуро-Чумиканский, Хабаровский (кроме крайней южной части). |              | Павел Симигин                                    | ЕР           |
| 71  | Амурская область — Амурский               | Вся территория области |              | Вячеслав Логинов                                 | ЕР           |
| 72  | Архангельская область — Архангельский     | Округа г.Архангельска: Октябрьский, Соломбальский, Маймаксанский, Северный. Город Северодвинск. Районы: Вельский, Каргопольский, Коношский, Няндомский, Онежский, Плесецкий, Приморский (западная часть, включая Соловецкие острова). |              | Александр Спиридонов                             | ЕР           |
| 73  | Архангельская область — Котласский        | Округа г.Архангельска: Варавино-Фактория, Исакогорский, Ломоносовский, Майская Горка, Цигломенский. Города: Коряжма, Мирный, Новодвинск. Районы: Верхнетоемский, Вилегодский, Виноградовский, Котласский*, Красноборский, Ленский, Лешуконский, Мезенский, Новая Земля (г.о.), Пинежский, Приморский (восточная часть), Устьянский, Холмогорский, Шенкурский.                                              |              | Елена Вторыгина                                  | ЕР           |
| 74  | Астраханская область — Астраханский       | Вся территория области |              | Леонид Огуль                                     | ЕР           |
| 75  | Белгородская область — Белгородский       | Город Белгород. Районы: Белгородский, Борисовский, Грайворонский (г.о.), Ивнянский, Корочанский, Краснояружский, Прохоровский, Ракитянский, Яковлевский (г.о.). |              | Валерий Скруг                                    | ЕР           |
| 76  | Белгородская область — Старооскольский    | Районы: Алексеевский (г.о.), Валуйский (г.о.), Вейделевский, Волоконовский, Губкинский (г.о.), Красненский, Красногвардейский, Новооскольский (г.о.), Ровеньский, Старооскольский (г.о.), Чернянский, Шебекинский (г.о.). |              | Андрей Скоч                                      | ЕР           |
| 77  | Брянская область — Брянский               | Районы г.Брянска: Советский, Фокинский. Районы: Брасовский, Брянский (юго-западная часть), Выгоничский, Злынковский, Карачевский, Климовский, Комаричский, Навлинский, Новозыбковский (г.о.), Погарский, Почепский, Севский, Стародубский (м.о.), Суземский, Трубчевский. |              | Николай Валуев                                   | ЕР           |
| 78  | Брянская область — Унечский               | Районы г.Брянска: Бежицкий, Володарский. Город Сельцо. Районы: Брянский (кроме юго-западной части), Гордеевский, Дубровский, Дятьковский, Жирятинский, Жуковский, Клетнянский, Клинцовский*, Красногорский, Мглинский, Рогнединский, Суражский, Унечский. |              | Николай Алексеенко Олег Матыцин (с 2024)         | ЕР           |
| 79  | Владимирская область — Владимирский       | Владимир: Октябрьский район. Районы: Вязниковский, Гороховецкий, Гусь-Хрустальный*, Камешковский, Ковровский*, Меленковский, Муромский*, Селивановский. |              | Игорь Игошин                                     | ЕР           |
| 80  | Владимирская область — Суздальский        | Районы г. Владимира: Ленинский, Фрунзенский. Город Радужный. Районы: Александровский, Киржачский, Кольчугинский, Петушинский, Собинский, Судогодский, Суздальский, Юрьев-Польский. |              | Григорий Аникеев                                 | ЕР           |
| 81  | Волгоградская область — Волгоградский     | Районы г.Волгограда: Краснооктябрьский, Центральный. Районы: Городищенский (крайняя восточная часть), Даниловский, Дубовский, Еланский, Жирновский, Камышинский*, Котовский, Ольховский, Руднянский. |              | Алексей Волоцков                                 | ЕР           |
| 82  | Волгоградская область — Красноармейский   | Районы г.Волгограда: Кировский, Красноармейский, Советский. Районы: Калачёвский, Клетский, Котельниковский, Кумылженский, Октябрьский, Светлоярский, Серафимовичский, Суровикинский, Чернышковский. |              | Андрей Гимбатов                                  | ЕР           |
| 83  | Волгоградская область — Михайловский      | Районы г.Волгограда: Ворошиловский, Дзержинский. Районы: Алексеевский, Городищенский (кроме крайней восточной части), Иловлинский, Киквидзенский, Михайловский (городской округ), Нехаевский, Новоаннинский, Новониколаевский, Урюпинский*, Фроловский*. |              | Владимир Плотников                               | ЕР           |
| 84  | Волгоградская область — Волжский          | Тракторозаводский район г.Волгограда. Город Волжский. Районы: Быковский, Ленинский, Николаевский, Палласовский, Среднеахтубинский, Старополтавский. |              | Олег Савченко                                    | ЕР           |
| 85  | Вологодская область — Вологодский         | Город Вологда. Районы: Бабушкинский, Великоустюгский, Верховажский, Вологодский, Грязовецкий, Кичменгско-Городецкий, Междуреченский, Никольский, Нюксенский, Сокольский, Сямженский, Тарногский, Тотемский. |              | Валентина Артамонова                             | ЕР           |
| 86  | Вологодская область — Череповецкий        | Районы: Бабаевский, Белозерский, Вашкинский, Вожегодский, Вытегорский, Кадуйский, Кирилловский, Усть-Кубинский, Устюженский, Харовский, Чагодощенский, Череповецкий*, Шекснинский. |              | Алексей Канаев                                   | ЕР           |
| 87  | Воронежская область — Воронежский         | Районы г.Воронежа: Железнодорожный, Левобережный, Центральный. Районы: Каширский, Лискинский, Новоусманский. |              | Аркадий Пономарёв                                | ЕР           |
| 88  | Воронежская область — Правобережный       | Районы г.Воронежа: Ленинский, Советский. Город Нововоронеж. Районы: Нижнедевицкий, Острогожский, Репьевский, Семилукский, Хохольский. |              | Сергей Чижов                                     | ЕР           |
| 89  | Воронежская область — Аннинский           | Воронеж: Коминтерновский район. Районы: Борисоглебский (г.о.), Аннинский, Верхнехавский, Грибановский, Панинский, Поворинский, Рамонский, Терновский, Эртильский. |              | Андрей Марков                                    | ЕР           |
| 90  | Воронежская область — Павловский          | Районы: Бобровский, Богучарский, Бутурлиновский, Верхнемамонский, Воробьевский, Калачеевский, Каменский, Кантемировский, Новохопёрский, Ольховатский, Павловский, Петропавловский, Подгоренский, Россошанский, Таловский. |              | Алексей Гордеев                                  | ЕР           |
| 91  | Ивановская область — Ивановский           | Районы г. Иванова: Октябрьский, Фрунзенский. Город Кохма. Районы: Верхнеландеховский, Гаврилово-Посадский, Ивановский (западная часть), Ильинский, Комсомольский, Лежневский, Лухский, Палехский, Пестяковский, Пучежский, Савинский, Тейковский*, Шуйский*, Южский. |              | Виктор Смирнов                                   | ЕР           |
| 92  | Ивановская область — Кинешемский          | Районы г. Иванова: Ленинский, Советский. Районы: Вичугский*, Заволжский, Ивановский (восточная часть), Кинешемский*, Приволжский, Родниковский, Фурмановский, Юрьевецкий. |              | Михаил Кизеев                                    | ЕР           |
| 93  | Иркутская область — Иркутский             | Районы г.Иркутска: Октябрьский, Кировский, Куйбышевский. Города Саянск, Зима. Районы: Балаганский, Баяндаевский, Жигаловский, Зиминский*, Иркутский (южная часть), Казачинско-Ленский, Качугский, Куйтунский, Ольхонский, Осинский, Слюдянский, Усть-Удинский, Эхирит-Булагатский. |              | Михаил Щапов                                     | КПРФ         |
| 94  | Иркутская область — Ангарский             | Иркутск: Ленинский район. Города: Ангарский (г.о.), Свирск, Усолье-Сибирское (но не Усольский район). Районы: Аларский, Боханский, Иркутский (северная часть), Нукутский. |              | Антон Красноштанов                               | ЕР           |
| 95  | Иркутская область — Шелеховский           | Иркутск: Свердловский район. Города: Тулун, Черемхово. Районы: Заларинский, Иркутский район (только Смоленское поселение), Нижнеудинский, Тайшетский, Тулунский*, Усольский (но не город Усолье-Сибирское), Черемховский*, Шелеховский. |              | Сергей Тен                                       | ЕР           |
| 96  | Иркутская область — Братский              | Районы: Бодайбинский, Братский*, Катангский, Киренский, Мамско-Чуйский, Нижнеилимский, Усть-Илимский*, Усть-Кутский, Чунский. |              | Александр Якубовский                             | ЕР           |
| 97  | Калининградская область — Калининградский | Калининград: Ленинградский район. Города: Пионерский, Светлогорск, Светлый , Советск; поселок Янтарный. Городские и муниципальные округа (районы): Балтийский, Гурьевский (кроме южной части), Зеленоградский, Краснознаменский, Неманский, Полесский, Славский. |              | Андрей Колесник                                  | ЕР           |
| 98  | Калининградская область — Центральный     | Районы г.Калининграда: Московский, Центральный. Города: Ладушкин, Мамоново. Городские и муниципальные округа (районы): Багратионовский, Гвардейский, Гурьевский (южная часть), Гусевский, Озёрский, Нестеровский, Правдинский, Черняховский. |              | Марина Оргеева                                   | ЕР           |
| 99  | Калужская область — Калужский             | Округа г.Калуги: Московский, Октябрьский. Районы: Барятинский, Боровский, Дзержинский, Износковский, Кировский, Куйбышевский, Малоярославецкий, Медынский, Мосальский, Спас-Деменский, Юхновский. |              | Ольга Коробова                                   | ЕР           |
| 100 | Калужская область — Обнинский             | Калуга: Ленинский округ. Город Обнинск. Районы: Бабынинский, Думиничский, Жиздринский, Жуковский, Козельский, Людиновский, Мещовский, Перемышльский, Сухиничский, Тарусский, Ульяновский, Ферзиковский, Хвастовичский. |              | Геннадий Скляр                                   | ЕР           |
| 101 | Кемеровская область — Кемеровский         | Районы г. Кемерова: Кировский, Рудничный (в том числе Кедровка и Промышленновский), Центральный. Города: Анжеро-Судженск, Берёзовский, Тайга, Юрга (но не Юргинский район). Районы: Ижморский, Кемеровский (северная часть), Мариинский, Тисульский, Тяжинский, Чебулинский, Яйский, Яшкинский. |              | Антон Горелкин                                   | ЕР           |
| 102 | Кемеровская область — Прокопьевский       | Кемерово: Ленинский район. Города: Киселёвск, Мыски. Районы: Кемеровский (юго-восточная часть), Крапивинский, Междуреченский (г.о.), Новокузнецкий (кроме юго-западной части и города Новокузнецк), Прокопьевский*. |              | Дмитрий Исламов вакантно (с 2025)                | ЕР           |
| 103 | Кемеровская область — Заводский           | Кемерово: Заводский район. Города: Полысаево; поселок Краснобродский. Районы: Беловский*, Гурьевский (м.о.), Кемеровский (юго-западная часть), Ленинск-Кузнецкий*, Промышленновский, Топкинский (м.о.), Юргинский (но не город Юрга). |              | Павел Федяев                                     | ЕР           |
| 104 | Кемеровская область — Новокузнецкий       | Города: Калтан, Осинники, Новокузнецк. Районы: Новокузнецкий (юго-западная часть), Таштагольский. |              | Александр Максимов                               | ЕР           |
| 105 | Кировская область — Кировский             | Районы г.Кирова: Октябрьский, Первомайский. Посёлок Первомайский. Районы: Афанасьевский, Белохолуницкий, Верхнекамский, Даровской, Зуевский, Котельничский*, Лузский, Мурашинский, Нагорский, Омутнинский, Опаринский, Оричевский, Орловский, Подосиновский, Свечинский, Слободской*, Фаленский, Шабалинский, Юрьянский.                                                                                   |              | Рахим Азимов                                     | ЕР           |
| 106 | Кировская область — Кирово-Чепецкий       | Районы г. Кирова: Ленинский, Нововятский. Районы: Арбажский, Богородский, Верхошижемский, Вятскополянский*, Кикнурский, Кильмезский, Кирово-Чепецкий*, Куменский, Лебяжский, Малмыжский, Немский, Пижанский, Санчурский, Советский, Сунский, Тужинский, Унинский, Уржумский, Яранский. |              | Олег Валенчук                                    | ЕР           |
| 107 | Костромская область — Костромской         | Вся территория области |              | Алексей Ситников                                 | ЕР           |
| 108 | Курганская область — Курганский           | Вся территория области |              | Александр Ильтяков                               | ЕР           |
| 109 | Курская область — Курский                 | Центральный округ г.Курска. Районы: Дмитриевский, Железногорский*, Золотухинский, Конышёвский, Курский (северо-западная часть), Курчатовский*, Льговский*, Октябрьский, Поныровский, Фатежский, Хомутовский. |              | Екатерина Харченко                               | ЕР           |
| 110 | Курская область — Сеймский                | Округа г.Курска: Железнодорожный, Сеймский. Районы: Беловский, Большесолдатский, Глушковский, Горшеченский, Касторенский, Кореневский, Курский (юго-восточная часть), Мантуровский, Медвенский, Обоянский, Пристенский, Рыльский, Советский, Солнцевский, Суджанский, Тимский, Черемисиновский, Щигровский*.                                                                                               |              | Ольга Германова                                  | ЕР           |
| 111 | Ленинградская область — Всеволожский      | Районы: Всеволожский, Выборгский, Кировский, Приозерский. |              | Светлана Журова                                  | ЕР           |
| 112 | Ленинградская область — Кингисеппский     | Город Сосновый Бор. Районы: Волосовский, Гатчинский (западная часть), Кингисеппский, Ломоносовский, Лужский, Сланцевский. |              | Сергей Яхнюк                                     | ЕР           |
| 113 | Ленинградская область — Волховский        | Районы: Бокситогорский, Волховский, Гатчинский (восточная часть), Киришский, Лодейнопольский, Подпорожский, Тихвинский, Тосненский. |              | Сергей Петров                                    | ЕР           |
| 114 | Липецкая область — Липецкий               | Округа г.Липецка: Правобережный, Советский. Районы: Данковский, Добровский, Елецкий*, Краснинский, Лебедянский, Лев-Толстовский, Липецкий (северная часть), Становлянский, Чаплыгинский. |              | Борцов, Николай Иванович Дмитрий Аверов (с 2023) | ЕР           |
| 115 | Липецкая область — Левобережный           | Округа г.Липецка: Левобережный, Октябрьский. Районы: Воловский, Грязинский, Добринский, Долгоруковский, Задонский, Измалковский, Липецкий (южная часть), Тербунский, Усманский, Хлевенский. |              | Михаил Тарасенко                                 | ЕР           |
| 116 | Магаданская область — Магаданский         | Вся территория области |              | Антон Басанский вакантно (с 2025)                | ЕР           |
| 117 | Московская область — Балашихинский        | Городские округа: Балашиха, Мытищи, Реутов. |              | Вячеслав Фомичев                                 | ЕР           |
| 118 | Московская область — Дмитровский          | Города: Долгопрудный, Дубна, Лобня, Химки. Городские округа (бывшие районы): Дмитровский, Солнечногорск (только крайняя юго-восточная часть), Талдомский. |              | Ирина Роднина                                    | ЕР           |
| 119 | Московская область — Коломенский          | Городские округа (бывшие районы): Воскресенск, Егорьевск, Зарайск, Коломна, Луховицы, Серебряные Пруды. |              | Никита Чаплин                                    | ЕР           |
| 120 | Московская область — Красногорский        | Посёлок Восход. Городские округа (бывшие районы): Волоколамский, Истра, Клин, Красногорск, Лотошино, Солнечногорск, Шаховская. |              | Сергей Колунов                                   | ЕР           |
| 121 | Московская область — Люберецкий           | Города: Бронницы, Дзержинский, Жуковский, Котельники. Городские округа (бывшие районы): Люберцы, Раменский. |              | Роман Терюшков                                   | ЕР           |
| 122 | Московская область — Одинцовский          | Города Краснознаменск, Звенигород. Посёлки Власиха, Молодёжный. Городские округа (бывшие районы): Можайский, Наро-Фоминский, Одинцовский, Рузский. |              | Денис Майданов                                   | ЕР           |
| 123 | Московская область — Орехово-Зуевский     | Города Электрогорск, Электросталь (кроме бывшего сельского поселения Степановское). Городские округа (бывшие районы): Орехово-Зуевский, Павловский Посад, Шатура. |              | Геннадий Панин                                   | ЕР           |
| 124 | Московская область — Подольский           | Город Лыткарино. Городские округа (бывшие районы): Домодедово, Ленинский, Подольск. |              | Вячеслав Фетисов                                 | ЕР           |
| 125 | Московская область — Сергиево-Посадский   | Город Королёв. Городские округа (бывшие районы): Пушкинский (кроме г. Ивантеевка), Сергиево-Посадский. |              | Сергей Пахомов                                   | ЕР           |
| 126 | Московская область — Серпуховский         | Города Протвино, Пущино. Городские округа (бывшие районы): Кашира, Серпухов, Ступино, Чехов. |              | Александр Коган                                  | ЕР           |
| 127 | Московская область — Щёлковский           | Города: Звёздный городок, Ивантеевка, Лосино-Петровский, Фрязино, Черноголовка. Городские округа (бывшие районы): Богородский, Щёлково. Бывшее сельское поселение Степановское (в составе г.о. Электросталь). |              | Александр Толмачёв                               | ЕР           |
| 128 | Мурманская область — Мурманский           | Вся территория области |              | Татьяна Кусайко                                  | ЕР           |
| 129 | Нижегородская область — Нижегородский     | Районы г. Нижний Новгород: Нижегородский, Советский. Районы: Большеболдинский, Большемурашкинский, Бутурлинский, Воротынский, Гагинский, Княгининский, Краснооктябрьский, Кстовский, Лысковский, Пильнинский, Сергачский, Сеченовский, Спасский. |              | Анатолий Лесун                                   | ЕР           |
| 130 | Нижегородская область — Приокский         | Районы г. Нижний Новгород: Ленинский, Приокский. Город Саров. Районы: Арзамасский*, Богородский (восточная часть, без г. Богородск), Вадский, Дальнеконстантиновский, Дивеевский, Лукояновский, Первомайский (г.о.), Перевозский, Починковский, Шатковский. |              | Евгений Лебедев                                  | ЕР           |
| 131 | Нижегородская область — Автозаводский     | Автозаводский Нижнего Новгорода. Районы: Ардатовский, Богородский (центральная и западная часть, включая г. Богородск), Вачский, Вознесенский, Выксунский (г.о.), Кулебакский (г.о.), Навашинский (г.о.), Павловский, Сосновский. |              | Наталья Назарова                                 | ЕР           |
| 132 | Нижегородская область — Канавинский       | Районы г. Нижний Новгород: Канавинский, Московский. Город Дзержинск. Районы: Балахнинский, Володарский. |              | Вадим Булавинов                                  | ЕР           |
| 133 | Нижегородская область — Борский           | Сормовский Нижнего Новгорода. Районы: Борский (г.о.), Варнавинский, Ветлужский, Воскресенский, Городецкий, Ковернинский, Краснобаковский, Семёновский (г.о.), Сокольский (г.о.), Тонкинский, Тоншаевский, Уренский, Чкаловский (г.о.), Шарангский, Шахунский (г.о.). |              | Артём Кавинов                                    | ЕР           |
| 134 | Новгородская область — Новгородский       | Вся территория области |              | Артём Кирьянов                                   | ЕР           |
| 135 | Новосибирская область — Новосибирский     | Районы г.Новосибирска: Железнодорожный, Заельцовский, Калининский. Город Обь. Районы: Венгеровский, Колыванский, Куйбышевский, Кыштовский, Новосибирский (северная часть), Северный, Татарский, Убинский, Усть-Таркский, Чановский, Чистоозёрный. |              | Олег Иванинский                                  | ЕР           |
| 136 | Новосибирская область — Центральный       | Районы г.Новосибирска: Дзержинский, Октябрьский, Центральный. Поселок Кольцово. Районы: Болотнинский, Маслянинский, Мошковский, Новосибирский (восточная часть), Тогучинский, Черепановский. |              | Дмитрий Савельев                                 | ЕР           |
| 137 | Новосибирская область — Искитимский       | Районы г.Новосибирска: Первомайский, Советский. Город Бердск. Районы: Баганский, Искитимский*, Карасукский, Кочковский, Краснозёрский, Новосибирский (полоса вдоль Новосибирского водохранилища), Ордынский, Сузунский. |              | Александр Аксёненко                              | СРЗП         |
| 138 | Новосибирская область — Барабинский       | Районы г.Новосибирска: Кировский, Ленинский. Районы: Барабинский, Доволенский, Здвинский, Каргатский, Коченёвский, Купинский, Новосибирский (западная часть), Чулымский. |              | Виктор Игнатов                                   | ЕР           |
| 139 | Омская область — Омский                   | Округа г.Омска: Октябрьский, Центральный. Районы: Калачинский, Кормиловский, Нововаршавский, Оконешниковский, Омский (северо-восточная часть), Павлоградский, Русско-Полянский, Черлакский. |              | Андрей Алёхин                                    | КПРФ         |
| 140 | Омская область — Москаленский             | Округа г.Омска: Кировский, Ленинский. Районы: Азовский немецкий национальный, Марьяновский, Москаленский, Одесский, Омский (южная часть), Полтавский, Таврический, Шербакульский. |              | Олег Смолин                                      | КПРФ         |
| 141 | Омская область — Любинский                | Советский округ г.Омска. Районы: Большереченский, Большеуковский, Горьковский, Знаменский, Исилькульский, Колосовский, Крутинский, Любинский, Муромцевский, Называевский, Нижнеомский, Омский (северо-западная часть), Саргатский, Седельниковский, Тарский, Тевризский, Тюкалинский, Усть-Ишимский. |              | Оксана Фадина                                    | ЕР           |
| 142 | Оренбургская область — Оренбургский       | Районы г.Оренбурга: Ленинский, Центральный. Районы: Илекский, Курманаевский, Новосергиевский, Оренбургский, Первомайский, Переволоцкий, Соль-Илецкий (г.о.), Сорочинский (г.о.), Ташлинский, Тоцкий. |              | Андрей Аникеев                                   | ЕР           |
| 143 | Оренбургская область — Бугурусланский     | Районы г.Оренбурга: Дзержинский, Промышленный. Районы: Абдулинский (г.о.), Александровский, Асекеевский, Бугурусланский*, Бузулукский*, Грачёвский, Красногвардейский, Матвеевский, Октябрьский, Пономарёвский, Сакмарский, Северный, Тюльганский, Шарлыкский. |              | Олег Димов                                       | ЕР           |
| 144 | Оренбургская область — Орский             | Города: Медногорск, Новотроицк, Орск (г.о.); поселок Комаровский. Районы: Адамовский, Акбулакский, Беляевский, Гайский (г.о.), Домбаровский, Кваркенский, Кувандыкский (г.о), Новоорский, Саракташский, Светлинский, Ясненский (г.о.). |              | Виктор Заварзин                                  | ЕР           |
| 145 | Орловская область — Орловский             | Вся территория области |              | Ольга Пилипенко                                  | ЕР           |
| 146 | Пензенская область — Пензенский           | Районы г. Пензы: Ленинский, Первомайский. Районы: Городищенский, Камешкирский, Колышлейский, Кузнецкий*, Лопатинский, Лунинский, Малосердобинский, Неверкинский, Никольский, Пензенский, Сердобский, Сосновоборский, Шемышейский. |              | Игорь Руденский                                  | ЕР           |
| 147 | Пензенская область — Лермонтовский        | Районы г. Пензы: Железнодорожный, Октябрьский. Город Заречный. Районы: Башмаковский, Бековский, Белинский, Бессоновский, Вадинский, Земетчинский, Иссинский, Каменский, Мокшанский, Наровчатский, Нижнеломовский, Пачелмский, Спасский, Тамалинский. |              | Александр Самокутяев                             | ЕР           |
| 148 | Псковская область — Псковский             | Вся территория области |              | Александр Козловский                             | ЕР           |
| 149 | Ростовская область — Ростовский           | Районы г. Ростова-на-Дону: Кировский, Пролетарский. Районы: Аксайский (южная часть, без г. Аксай), Багаевский, Весёловский, Егорлыкский, Зерноградский, Кагальницкий, Песчанокопский, Сальский, Целинский. |              | Лариса Тутова                                    | ЕР           |
| 150 | Ростовская область — Нижнедонской         | Районы г. Ростова-на-Дону: Железнодорожный, Ленинский, Советский. Город Батайск. Районы: Азовский*, Мясниковский (крайняя южная часть). |              | Антон Гетта                                      | ЕР           |
| 151 | Ростовская область — Таганрогский         | Октябрьский район г. Ростова-на-Дону. Город Таганрог. Районы: Куйбышевский, Матвеево-Курганский, Мясниковский (кроме крайней южной части), Неклиновский. |              | Сергей Бурлаков                                  | ЕР           |
| 152 | Ростовская область — Южный                | Районы г. Ростова-на-Дону: Ворошиловский, Первомайский. Город Новочеркасск. Аксайский район (центральная и северная части, включая г. Аксай). |              | Виталий Кушнарёв Виктория Абрамченко (с 2024)    | ЕР           |
| 153 | Ростовская область — Белокалитвинский     | Города: Донецк, Каменск-Шахтинский. Районы: Белокалитвинский, Боковский, Верхнедонской, Каменский, Кашарский, Миллеровский, Милютинский, Обливский, Советский, Тарасовский, Тацинский, Чертковский, Шолоховский. |              | Николай Гончаров                                 | ЕР           |
| 154 | Ростовская область — Шахтинский           | Города: Гуково, Зверево, Новошахтинск, Шахты. Районы: Красносулинский, Октябрьский, Родионово-Несветайский. |              | Екатерина Стенякина                              | ЕР           |
| 155 | Ростовская область — Волгодонской         | Районы: Волгодонской*, Дубовский, Заветинский, Зимовниковский, Константиновский, Мартыновский, Морозовский, Орловский, Пролетарский, Ремонтненский, Семикаракорский, Усть-Донецкий, Цимлянский. |              | Виктор Дерябкин                                  | ЕР           |
| 156 | Рязанская область — Рязанский             | Районы г. Рязани: Московский, Советский. Районы: Ермишинский, Кадомский, Касимовский*, Клепиковский, Пителинский, Путятинский, Рязанский (северо-восточная часть), Сараевский, Сасовский, Спасский, Чучковский, Шацкий, Шиловский. |              | Андрей Красов                                    | ЕР           |
| 157 | Рязанская область — Скопинский            | Районы г. Рязани: Октябрьский, Железнодорожный. Районы: Александро-Невский, Захаровский, Кораблинский, Милославский, Михайловский, Пронский, Рыбновский, Ряжский, Рязанский (юго-западная часть), Сапожковский, Скопинский*, Старожиловский, Ухоловский. |              | Дмитрий Хубезов вакантно (с 2024)                | ЕР           |
| 158 | Самарская область — Самарский             | Районы г. Самары: Железнодорожный, Куйбышевский, Ленинский, Октябрьский, Самарский. Город Новокуйбышевск. Районы: Алексеевский, Большеглушицкий, Большечерниговский, Волжский (кроме северо-восточной части), Нефтегорский. |              | Александр Хинштейн вакантно (с 2024)             | ЕР           |
| 159 | Самарская область — Тольяттинский         | Районы г. Тольятти: Автозаводский, Центральный. Районы: Ставропольский (северная часть), Шигонский. |              | Леонид Калашников                                | КПРФ         |
| 160 | Самарская область — Красноглинский        | Районы г. Самары: Кировский, Красноглинский. Районы: Волжский (только посёлки Петра Дубрава и Смышляевка), Елховский, Исаклинский, Камышлинский, Клявлинский, Кошкинский, Красноярский, Похвистневский*, Сергиевский, Ставропольский (крайняя северо-восточная часть), Челно-Вершинский, Шенталинский. |              | Виктор Казаков                                   | ЕР           |
| 161 | Самарская область — Жигулевский           | Комсомольский район г. Тольятти. Города Жигулёвск, Октябрьск, Чапаевск. Районы: Безенчукский, Красноармейский, Пестравский, Приволжский, Ставропольский (южная часть), Сызранский*, Хворостянский. |              | Андрей Трифонов                                  | ЕР           |
| 162 | Самарская область — Промышленный          | Районы г. Самары: Промышленный, Советский. Город Отрадный. Районы: Богатовский, Борский, Волжский (северо-восточная часть), Кинель-Черкасский, Кинельский*. |              | Михаил Матвеев                                   | КПРФ         |
| 163 | Саратовская область — Саратовский         | Районы г.Саратова: Кировский, Ленинский, Фрунзенский. Посёлок Светлый. Районы: Базарно-Карабулакский, Балтайский, Новобурасский, Петровский, Саратовский (северная часть). |              | Вячеслав Володин                                 | ЕР           |
| 164 | Саратовская область — Балаковский         | Волжский район города Саратова. Город Шиханы, посёлок Михайловский. Районы: Балаковский, Вольский, Воскресенский, Дергачёвский, Духовницкий, Ершовский, Ивантеевский, Краснопартизанский, Озинский, Перелюбский, Пугачевский, Саратовский (северо-восточная часть), Хвалынский. |              | Николай Панков                                   | ЕР           |
| 165 | Саратовская область — Балашовский         | Заводской район города Саратова. Районы: Аркадакский, Аткарский, Балашовский, Екатериновский, Калининский, Красноармейский, Лысогорский, Романовский, Ртищевский, Самойловский, Саратовский (южная часть), Турковский. |              | Андрей Воробьёв                                  | ЕР           |
| 166 | Саратовская область — Энгельсский         | Октябрьский район города Саратова. Районы: Александрово-Гайский, Краснокутский, Марксовский, Новоузенский, Питерский, Ровенский, Советский, Фёдоровский, Энгельсский. |              | Александр Стрелюхин                              | ЕР           |
| 167 | Сахалинская область — Сахалинский         | Вся территория области |              | Георгий Карлов                                   | ЕР           |
| 168 | Свердловская область — Свердловский       | Районы г.Екатеринбурга: Верх-Исетский, Железнодорожный, Ленинский. Городские округа: Верхняя Пышма, Среднеуральск. |              | Андрей Альшевских                                | ЕР           |
| 169 | Свердловская область — Каменск-Уральский  | Чкаловский район г.Екатеринбурга. Городские округа: Арамильский, Богданович, Каменск-Уральский, Каменский, Сысертский, посёлок Уральский. |              | Лев Ковпак                                       | ЕР           |
| 170 | Свердловская область — Березовский        | Районы г.Екатеринбурга: Кировский, Орджоникидзевский. Городские округа: МО Алапаевское (но не город Алапаевск), Артёмовский, Берёзовский, Режевской. |              | Сергей Чепиков                                   | ЕР           |
| 171 | Свердловская область — Нижнетагильский    | Городские округа: город Алапаевск (но не МО Алапаевское), Верх-Нейвинский, Верхний Тагил, Верхняя Тура, Горноуральский, Кировградский, Кушвинский, Невьянский, Нижний Тагил. |              | Константин Захаров                               | ЕР           |
| 172 | Свердловская область — Асбестовский       | Октябрьский район г.Екатеринбурга. Городские округа: Асбестовский, Белоярский, Верхнее Дуброво, Заречный, город Ирбит, Ирбитское МО, Камышлов, Малышевский, Пышминский, Рефтинский, Сухой Лог, Талицкий, Тугулымский, Туринский. Районы: Байкаловский, Камышловский, Слободо-Туринский. |              | Максим Иванов                                    | ЕР           |
| 173 | Свердловская область — Первоуральский     | Городские округа: Артинский, Ачитский, Бисертский, Дегтярск, город Красноуфимск, Красноуфимский округ, Новоуральский, Первоуральск, Полевской, Ревда, Староуткинск, Шалинский. Нижнесергинский район. |              | Зелимхан Муцоев                                  | ЕР           |
| 174 | Свердловская область — Серовский          | Городские округа: Верхнесалдинский, Верхотурский, Волчанский, Гаринский, Ивдельский, Карпинск, Качканарский, Краснотурьинск, Красноуральск, Лесной, Махнёвское МО, Нижнетуринский, Нижняя Салда, Новолялинский, Пелым, Свободный, Североуральский, Серовский, Сосьвинский, Тавдинский. Таборинский район.                                                                                                  |              | Антон Шипулин                                    | ЕР           |
| 175 | Смоленская область — Смоленский           | Заднепровский район г.Смоленска. Районы: Велижский, Вяземский, Гагаринский, Демидовский, Дорогобужский, Духовщинский, Новодугинский, Руднянский, Сафоновский, Смоленский (северная часть), Сычёвский, Тёмкинский, Угранский, Холм-Жирковский, Ярцевский. |              | Сергей Неверов                                   | ЕР           |
| 176 | Смоленская область — Рославльский         | Районы г.Смоленска: Ленинский, Промышленный. Город Десногорск. Районы: Глинковский, Ельнинский, Ершичский, Кардымовский, Краснинский, Монастырщинский, Починковский, Рославльский, Смоленский (южная часть), Хиславичский, Шумячский. |              | Сергей Леонов                                    | ЛДПР         |
| 177 | Тамбовская область — Тамбовский           | Районы г.Тамбова: Ленинский, Советский. Город Котовск. Районы: Мичуринский*, Моршанский*, Никифоровский, Первомайский, Петровский, Сосновский, Староюрьевский, Тамбовский (кроме восточной части). |              | Алексей Журавлёв                                 | Родина       |
| 178 | Тамбовская область — Рассказовский        | Октябрьский район г.Тамбова. Районы: Бондарский, Гавриловский, Жердевский, Знаменский, Инжавинский, Кирсановский*, Мордовский, Мучкапский, Пичаевский, Рассказовский*, Ржаксинский, Сампурский, Тамбовский, Токарёвский, Уваровский*, Уметский. |              | Александр Поляков                                | ЕР           |
| 179 | Тверская область — Тверской               | Районы г. Твери: Московский, Пролетарский, Центральный. Районы, муниципальные и городские округа: Бежецкий, Весьегонский, Калининский (южная часть), Калязинский, Кашинский, Кесовогорский, Кимрский*, Конаковский, Краснохолмский, Лесной, Максатихинский, Молоковский, Рамешковский, Сандовский, Сонковский, Удомельский.                                                                                |              | Юлия Саранова                                    | ЕР           |
| 180 | Тверская область — Заволжский             | Заволжский г. Твери. Посёлки Озёрный, Солнечный. Районы: Андреапольский, Бельский, Бологовский, Вышневолоцкий*, Жарковский, Западнодвинский, Зубцовский, Калининский (северная часть), Кувшиновский, Лихославльский, Нелидовский (г.о.), Оленинский, Осташковский (г.о.), Пеновский, Ржевский*, Селижаровский, Спировский, Старицкий, Торжокский*, Торопецкий, Фировский.                                  |              | Владимир Васильев                                | ЕР           |
| 181 | Томская область — Томский                 | Районы г.Томска: Ленинский, Октябрьский. Город Северск. Районы: Асиновский, Верхнекетский, Зырянский, Первомайский, Тегульдетский, Томский (северо-восточная часть). |              | Алексей Диденко                                  | ЛДПР         |
| 182 | Томская область — Обский                  | Районы г.Томска: Кировский, Советский. Города Кедровый, Стрежевой. Районы: Александровский, Бакчарский, Каргасокский, Кожевниковский, Колпашевский, Кривошеинский, Молчановский, Парабельский, Томский (кроме северо-восточной части), Чаинский, Шегарский. |              | Татьяна Соломатина                               | ЕР           |
| 183 | Тульская область — Тульский               | Районы г. Тулы: Привокзальный, Советский, Центральный. Районы: Арсеньевский, Белёвский, Богородицкий, Воловский, Дубенский, Ефремовский* (г.о.), Каменский, Киреевский, Куркинский, Ленинский (г.о. Тула — юго-западная часть), Одоевский, Плавский, Суворовский, Тёпло-Огарёвский, Чернский, Щёкинский.                                                                                                   |              | Виктор Дзюба                                     | ЕР           |
| 184 | Тульская область — Новомосковский         | Районы г. Тулы: Зареченский, Пролетарский. Город Донской. Посёлок Новогуровский. Районы: Алексинский* (г.о.), Венёвский, Заокский, Кимовский, Ленинский (г.о. Тула — северо-восточная часть), Новомосковский* (г.о.), Узловский, Ясногорский. |              | Надежда Школкина                                 | ЕР           |
| 185 | Тюменская область — Тюменский             | Административные округа г. Тюмени: Ленинский, Центральный. Районы: Абатский, Аромашевский, Вагайский, Викуловский, Ишимский*, Нижнетавдинский, Сорокинский, Тобольский*, Уватский, Юргинский, Ярковский. |              | Николай Брыкин                                   | ЕР           |
| 186 | Тюменская область — Заводоуковский        | Административные округа г. Тюмени: Восточный, Калининский. Районы: Армизонский, Бердюжский, Голышмановский, Заводоуковский (г.о.), Исетский, Казанский, Омутинский, Сладковский, Тюменский, Упоровский, Ялуторовский*. |              | Иван Квитка                                      | ЕР           |
| 187 | Ульяновская область — Ульяновский         | Районы г.Ульяновска: Заволжский, Ленинский. Город Димитровград. Районы: Мелекесский, Новомалыклинский, Сенгилеевский, Старомайнский, Тереньгульский, Чердаклинский. |              | Владимир Кононов                                 | ЕР           |
| 188 | Ульяновская область — Радищевский         | Районы г.Ульяновска: Железнодорожный, Засвияжский. Город Новоульяновск. Районы: Базарносызганский, Барышский, Вешкаймский, Инзенский, Карсунский, Кузоватовский, Майнский, Николаевский, Новоспасский, Павловский, Радищевский, Старокулаткинский, Сурский, Ульяновский, Цильнинский. |              | Владислав Третьяк                                | ЕР           |
| 189 | Челябинская область — Челябинский         | Районы г.Челябинска: Калининский, Курчатовский, Центральный. Районы: Пластовский, Сосновский, Троицкий*, Уйский, Чебаркульский. |              | Владимир Павлов                                  | ЕР           |
| 190 | Челябинская область — Металлургический    | Районы г.Челябинска: Металлургический, Тракторозаводский. Города: Верхний Уфалей, Кыштым, Озёрск, Снежинск. Районы: Каслинский, Красноармейский, Кунашакский, Нязепетровский. |              | Владимир Бурматов                                | ЕР           |
| 191 | Челябинская область — Коркинский          | Районы г.Челябинска: Ленинский, Советский. Города: Копейск, Южноуральск. Районы: Еманжелинский, Еткульский, Коркинский, Октябрьский, Увельский. |              | Валерий Гартунг                                  | СРЗП         |
| 192 | Челябинская область — Магнитогорский      | Город Магнитогорск. Районы: Агаповский, Брединский, Варненский, Верхнеуральский, Карталинский, Кизильский, Нагайбакский, Чесменский. |              | Виталий Бахметьев                                | ЕР           |
| 193 | Челябинская область — Златоустовский      | Города: Златоуст, Карабаш, Миасс, Трёхгорный, Усть-Катав, Чебаркуль. Районы: Аргаяшский, Ашинский, Катав-Ивановский, Кусинский, Саткинский. |              | Олег Колесников                                  | ЕР           |
| 194 | Ярославская область — Ярославский         | Районы г. Ярославля: Дзержинский, Заволжский, Ленинский, Фрунзенский. Районы: Даниловский, Любимский, Некрасовский, Первомайский, Пошехонский, Рыбинский (восточная часть, без города Рыбинска), Тутаевский, Ярославский (северная часть). |              | Анатолий Лисицын                                 | СРЗП         |
| 195 | Ярославская область — Ростовский          | Районы г. Ярославля: Кировский, Красноперекопский. Районы: Большесельский, Борисоглебский, Брейтовский, Гаврилов-Ямский, Мышкинский, Некоузский, Переславский* (г.о.), Ростовский, Рыбинский* (западная часть), Угличский, Ярославский (южная часть). |              | Анатолий Грешневиков                             | СРЗП         |
| 196 | Москва — Бабушкинский                     | Районы Восточного административного округа: Богородское, Сокольники. Районы Северо-Восточного административного округа: Алексеевский, Бабушкинский, Бутырский, Лосиноостровский, Марфино, Останкинский, Ростокино, Свиблово, Ярославский. |              | Тимофей Баженов                                  | ЕР           |
| 197 | Москва — Кунцевский                       | Районы Западного административного округа: Дорогомилово, Крылатское, Кунцево, Можайский, Проспект Вернадского, Раменки, Филёвский Парк, Фили-Давыдково. |              | Евгений Попов                                    | ЕР           |
| 198 | Москва — Ленинградский                    | Районы Северного административного округа: Аэропорт, Беговой, Бескудниковский, Восточное Дегунино, Дмитровский, Западное Дегунино, Коптево, Савёловский район, Сокол, Тимирязевский, Хорошёвский. |              | Галина Хованская                                 | СРЗП         |
| 199 | Москва — Люблинский                       | Районы Юго-Восточного административного округа: Выхино-Жулебино, Капотня, Кузьминки, Люблино, Марьино. |              | Пётр Толстой                                     | ЕР           |
| 200 | Москва — Медведковский                    | Районы Северо-Восточного административного округа: Алтуфьевский, Бибирево, Лианозово, Отрадное, Северное Медведково, Северный, Южное Медведково. |              | Дмитрий Певцов                                   | с/в          |
| 201 | Москва — Нагатинский                      | Районы Юго-Восточного административного округа: Печатники, Южнопортовый. Район Котловка Юго-Западного административного округа. Районы Южного административного округа: Даниловский, Донской, Москворечье-Сабурово, Нагатино-Садовники, Нагатинский Затон, Нагорный, Чертаново Северное. |              | Светлана Разворотнева                            | ЕР           |
| 202 | Москва — Новомосковский                   | Районы Западного административного округа: Внуково, Ново-Переделкино, Очаково-Матвеевское, Солнцево, Тропарёво-Никулино. Административные округа: Новомосковский, Троицкий. |              | Дмитрий Саблин                                   | ЕР           |
| 203 | Москва — Орехово-Борисовский              | Районы Южного административного округа: Бирюлёво Восточное, Бирюлёво Западное, Братеево, Зябликово, Орехово-Борисово Северное, Орехово-Борисово Южное, Царицыно. |              | Евгений Нифантьев                                | ЕР           |
| 204 | Москва — Перовский                        | Районы Восточного административного округа: Вешняки, Косино-Ухтомский, Новогиреево, Новокосино, Перово. Районы Юго-Восточного административного округа: Нижегородский, Некрасовка, Рязанский, Текстильщики. |              | Татьяна Буцкая                                   | ЕР           |
| 205 | Москва — Преображенский                   | Районы Восточного административного округа: Восточное Измайлово, Гольяново, Ивановское, Измайлово, Метрогородок, Восточный, Преображенское, Северное Измайлово, Соколиная Гора. |              | Анатолий Вассерман                               | с/в          |
| 206 | Москва — Тушинский                        | Районы Северо-Западного административного округа: Митино, Покровское-Стрешнево, Строгино, Хорошёво-Мнёвники, Щукино, Южное Тушино. |              | Александр Мажуга                                 | ЕР           |
| 207 | Москва — Ховринский                       | Зеленоградский административный округ. Районы Северного административного округа: Войковский район, Головинский район, Левобережный, Молжаниновский район, Ховрино. Районы Северо-Западного административного округа: Куркино, Северное Тушино. |              | Ирина Белых                                      | ЕР           |
| 208 | Москва — Центральный                      | Центральный административный округ. Район Лефортово Юго-Восточного административного округа. |              | Олег Леонов                                      | с/в          |
| 209 | Москва — Черемушкинский                   | Районы Юго-Западного административного округа: Академический, Гагаринский, Зюзино, Коньково, Ломоносовский, Обручевский, Тёплый Стан, Черёмушки. |              | Александр Румянцев                               | ЕР           |
| 210 | Москва — Чертановский                     | Районы Юго-Западного административного округа: Северное Бутово, Южное Бутово, Ясенево. Районы Южного административного округа: Чертаново Центральное, Чертаново Южное. |              | Роман Романенко                                  | ЕР           |
| 211 | Санкт-Петербург — Восточный               | Невский район. Муниципальные округа Лиговка-Ямская и Смольнинское Центрального района. |              | Михаил Романов                                   | ЕР           |
| 212 | Санкт-Петербург — Западный                | Районы: Красносельский, Петродворцовый. Муниципальные округа Дачное и Ульянка Кировского района. |              | Александр Тетердинко                             | ЕР           |
| 213 | Санкт-Петербург — Северный                | Выборгский район. Муниципальные округа Калининского района): Гражданка, Пискарёвка, Финляндский. |              | Евгений Марченко                                 | ЕР           |
| 214 | Санкт-Петербург — Северо-Восточный        | Красногвардейский район. Муниципальные округа Калининского района): № 21, Академическое, Прометей, Северный. |              | Елена Драпеко                                    | СРЗП         |
| 215 | Санкт-Петербург — Северо-Западный         | Районы: Кронштадтский, Курортный, Приморский. |              | Николай Цед                                      | ЕР           |
| 216 | Санкт-Петербург — Центральный             | Районы: Адмиралтейский, Василеостровский, Петроградский. Муниципальные округа Центрального района: № 78, Владимирский, Дворцовый, Литейный. |              | Сергей Соловьёв                                  | ЕР           |
| 217 | Санкт-Петербург — Юго-Восточный           | Районы: Колпинский, Фрунзенский. |              | Оксана Дмитриева                                 | Партия роста |
| 218 | Санкт-Петербург — Южный                   | Районы: Московский, Пушкинский. Муниципальные округа Кировского района: Автово, Княжево, Красненькая речка, Морские ворота, Нарвский. |              | Виталий Милонов                                  | ЕР           |
| 219 | Севастополь — Севастопольский             | Вся территория города |              | Татьяна Лобач                                    | ЕР           |
| 220 | Еврейская АО — Еврейский                  | Вся территория автономной области |              | Александр Петров                                 | ЕР           |
| 221 | Ненецкий АО — Ненецкий                    | Вся территория округа |              | Сергей Коткин                                    | ЕР           |
| 222 | Ханты-Мансийский АО — Ханты-Мансийский    | Города: Когалым, Нягань, Пыть-Ях, Урай, Югорск. Районы: Белоярский, Берёзовский, Кондинский, Нефтеюганский*, Октябрьский, Советский, Сургутский (но не город Сургут; кроме крайней восточной части), Ханты-Мансийский*. |              | Павел Завальный                                  | ЕР           |
| 223 | Ханты-Мансийский АО — Нижневартовский     | Города: Лангепас, Мегион, Покачи, Радужный, Сургут. Нижневартовский район, крайняя восточная часть Сургутского района. |              | Вадим Шувалов                                    | ЕР           |
| 224 | Чукотский АО — Чукотский                  | Вся территория округа |              | Елена Евтюхова                                   | ЕР           |
| 225 | Ямало-Ненецкий АО — Ямало-Ненецкий        | Вся территория округа |              | Дмитрий Погорелый                                | ЕР           |